# Luige (Pajusi)
Luige – wieś w Estonii, w prowincji Jõgeva, w gminie Pajusi.